# Campeonato de los Cuatro Continentes de Patinaje Artístico sobre Hielo de 2000
El II Campeonato de los Cuatro Continentes de Patinaje Artístico sobre Hielo se realizó en Osaka (Japón) entre el 23 y el 27 de febrero de 2000. Fue organizado por la Unión Internacional de Patinaje sobre Hielo (ISU) y la Federación Japonesa de Patinaje sobre Hielo.
Las competiciones se efectuaron en la Arena Osaka Pool. Participaron en total 99 patinadores de 13 países.

## Resultados

### Masculino
| Puesto | Nombre        | País   | Puntos |
| ------ | ------------- | ------ | ------ |
| Oro    | Elvis Stojko  | Canadá | 3,0    |
| Plata  | Chengjiang Li | China  | 3,0    |
| Bronce | Min Zhang     | China  | 4,5    |

### Femenino
| Puesto | Nombre           | País           | Puntos |
| ------ | ---------------- | -------------- | ------ |
| Oro    | Angela Nikodinov | Estados Unidos | 2,0    |
| Plata  | Stacey Pensgen   | Estados Unidos | 3,5    |
| Bronce | Annie Bellemare  | Canadá         | 4,5    |

### Parejas
| Puesto | Nombre                           | País           | Puntos |
| ------ | -------------------------------- | -------------- | ------ |
| Oro    | Jamie Sale / David Pelletier     | Canadá         | 1,5    |
| Plata  | Kyoko Ina / John Zimmerman       | Estados Unidos | 3,0    |
| Bronce | Tiffany Scott / Phillip Dulebohn | Estados Unidos | 5,0    |

### Danza en hielo
| Puesto | Nombre                                 | País           | Puntos |
| ------ | -------------------------------------- | -------------- | ------ |
| Oro    | Naomi Lang / Peter Tchernyshev         | Estados Unidos | 2,0    |
| Plata  | Marie France Dubreuil / Patrice Lauzon | Canadá         | 4,0    |
| Bronce | Jamie Silverstein / Justin Pekarek     | Estados Unidos | 6,6    |

## Medallero
| Núm. | País           | Oro | Plata | Bronce | Total |
| ---- | -------------- | --- | ----- | ------ | ----- |
| 1    | Estados Unidos | 2   | 2     | 2      | 6     |
| 2    | Canadá         | 2   | 1     | 1      | 4     |
| 3    | China          | 0   | 1     | 1      | 2     |

- Datos: Q948256